# Rana Hussein
Rana Saddam Hussein (arabiska: رنا صدام حسين), född 25 juli 1969 i Bagdad, är den andra dottern till Iraks ex-diktator Saddam Hussein.
Sedan Saddams regim fallit har hon varit bosatt i Jordanien.